# Microtendipes umbrosus
Microtendipes umbrosus är en tvåvingeart som beskrevs av Freeman 1955. Microtendipes umbrosus ingår i släktet Microtendipes och familjen fjädermyggor. Inga underarter finns listade i Catalogue of Life.